# Museu da Civilização Romana
O Museu da Civilização Romana (italiano: Museo della Civiltà Romana) é um museu localizado em Roma (Esposizione Universale Roma), dedicado aos aspectos da civilização da Roma Antiga.
O Museu foi projetado pelos arquitetos Pietro Aschieri, D. Bernardini e Cesare Pascoletti. Suas 59 seções ilustram a história da civilização romana desde as origens até o século IV, com modelos reproduções. bem como material original.
No museu, é possível encontrar reproduções de estátuas em tamanho real, bustos, mapas geográficas do Império, além de um modelo plástico do Coliseu e do Circo Máximo. O público também pode conhecer melhor as técnicas de guerra usadas por Augusto e Júlio César. Com a exposição das obras, é possível observar temas como a habitação, vida familiar e entretenimentos da Roma Antiga.
Dentre as obras apresentadas, uma se destaca dentre as demais: uma série de pedras que reproduzem a cidade de Roma no período imperial. 
Pelo ponto de vista pedagógico, o Museu da Civilização Romana é de utilidade social, pois permite conhecer os monumentos em uma escala reduzida e para poder analisar sua estrutura original, com algumas partes faltando devido à deterioração causada pelo passar do tempo. O museu não abriga nenhuma obra original, todas elas são reproduções científicas das obras verdadeiras.

## Acervo
O Museu abriga, entre outras coisas:
- Um modelo de Roma Arcaica (século XVIII)
- Um modelo em escala da antiga Roma, na era de Constantino I, por Ítalo Gismondi. O modelo é feito de gesso. Foi iniciado em 1935 e completado em 1971. Atualmente, é a referência mais importante de qualquer tentativa séria de reconstrução da Roma Antiga.
- Exemplos de arte cristã e imperial tardia
- Uma biblioteca romana reconstruída baseada na Villa Adriana no Tivoli [1]

## Aparições na cultura popular
O Museu da Civilização Romana apareceu no filme 007 Spectre, após uma antiga Confraria Cristã vetar as filmagens no famoso Cemitério de Verano. O diretor Sam Mendes pretendia usar o cemitério para as filmagens, mas a organização vetou com a justificativa de proteger o local. As cenas, então, foram gravadas no Museu da Civilização Romana.